# Коджак, Азарий Юфудович
Аза́рий Юфу́дович (Фёдорович) Коджа́к (31 июля [13 августа] 1907, Ялта, Таврическая губерния — 15 марта 1983, Москва) — советский художник-график, иллюстратор и сценограф

.

## Биография
Родился в Ялте в караимской семье. Отец — севастопольский мещанин Юфуда Иосифович Коджак, сын участника первой обороны Севастополя, работал приказчиком в магазине музыкальных инструментов «Пфайфер». Мать, Сарра Осиповна Коджак, работала в ванном заведении Рофе, а накануне Ялтинской конференции вместе с крымскими татарами была выслана из Ялты в Свердловскую область. Сестра Анна (1905—1992) была женой члена-корреспондента АН СССР В. Л. Кретовича.
Азы рисунка и живописи постигал в студии художника Л. В. Брюмера в Ялте. В 1927 году поступил на графический факультет ВХУТЕИНа. Учился у Л. А. Бруни, П. Я. Павлинова, В. А. Фаворского. После расформирования ВХУТЕИНа продолжил обучение на издательском отделении Московского полиграфического института, который окончил в 1931 году, представив дипломную работу — иллюстрации и макет книги «Фрунзе, Ворошилов, Будённый» (рук. В. А. Фаворский). Работал оформителем, сценографом. В 1930—1940-е годы рисовал для журналов «Мурзилка» (с 1937 г.), «Дружные ребята», «30 дней»; работал в Мастерской монументальной живописи при Академии архитектуры СССР. В 1940-х годах участвовал в оформлении улиц Москвы. В 1949—1953 годах — заместитель главного художника Государственного исторического музея. В 1962 году вступил в Союз художников СССР.
Много занимался книжной иллюстрацией для Госиздата, издательств «Иностранная литература» и других. Среди произведений, публиковавшихся с графикой Коджака, — «Путешествие из Петербурга в Москву» Радищева, «Чрево Парижа» Золя, «Дама с собачкой» Чехова, «Звезда» Казакевича. Особое место в творчестве Коджака-иллюстратора занимает первое издание трилогия Уильяма Фолкнера (1963): романы «Деревушка», «Город», «Особняк». В оригинальном творчестве Коджака много пейзажей, как крымских, так и подмосковных, часто написанных цветными карандашами, акварелью, гуашью. Коджак писал также натюрморты, ему принадлежит несколько автопортретов. Лишь после смерти вдовы Коджака в 2007 году искусствоведы получили доступ к значительному пласту работ, до тех пор скрытых в семейном архиве, — это полотна с обнажённой женской натурой. По своей эстетике Коджак близок французским постимпрессионистам — Сезанну, Матиссу.
Умер 15 марта 1983 года в Москве.

### Личная жизнь
- Жена — Елена Константиновна Кузнецова (умерла в 2007 году в возрасте 95 лет), портниха[1].

## Участие в выставках
- Выставка акварели и графики молодых художников (Москва, 1940)
- Третья выставка художников книги (Москва, 1952)
- Пятая выставка работ художников книги (Москва, 1955)
- Шестая выставка работ художников книги (Москва, 1957)
- Международная выставка искусства книги (Лейпциг, 1959; Брно и Братислава, 1966)[4]
- Первая персональная выставка в Доме Художников на Беговой (Москва, 1986)
- Вторая персональная выставка «Сны о Ялте» в галерее «На Солянке» (Москва, 1999)[1]
- Выставка иллюстраций к произведениям Н. В. Гоголя из фондов графики Сочинского художественного музея (Сочи, 2019)[6]